# Linha Jireček

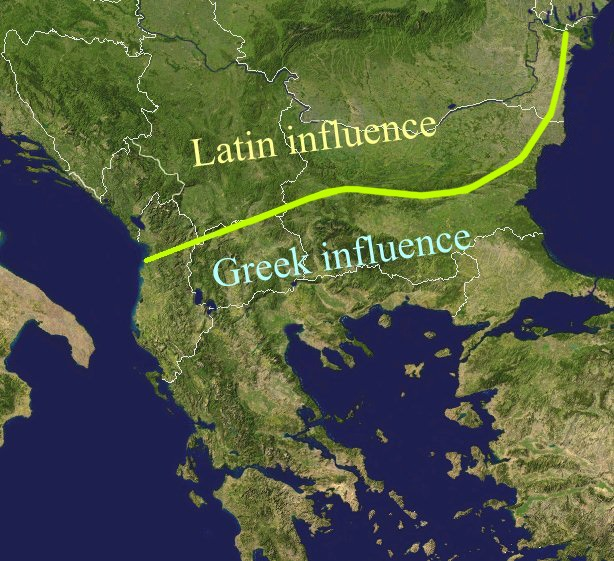
Divisão entre a influência grega e o latim nos Balcãs durante o Império Romano

A Linha Jireček é uma fronteira conceitual através dos antigos Balcãs que divide a influência das línguas latina (no norte) e grego (no sul)  durante o Império Romano desde a Antiguidade até o quarto século. Ela vai de perto da cidade de Laç na Albânia moderna para Sérdica (atual Sófia, na Bulgária) e, em seguida, segue as montanhas dos Bálcãs para Odesso (Varna) no Mar Negro. A linha Jireček foi traçada com base em achados arqueológicos: a maioria das inscrições encontradas ao norte foram escritos em latim, enquanto a maioria das inscrições encontradas ao sul estavam escritas em grego.